# ارلاو (رود)
ارلاو (به آلمانی: Erlau) یک رود در آلمان است که در بایرن واقع شده‌است.